# 麵包屑

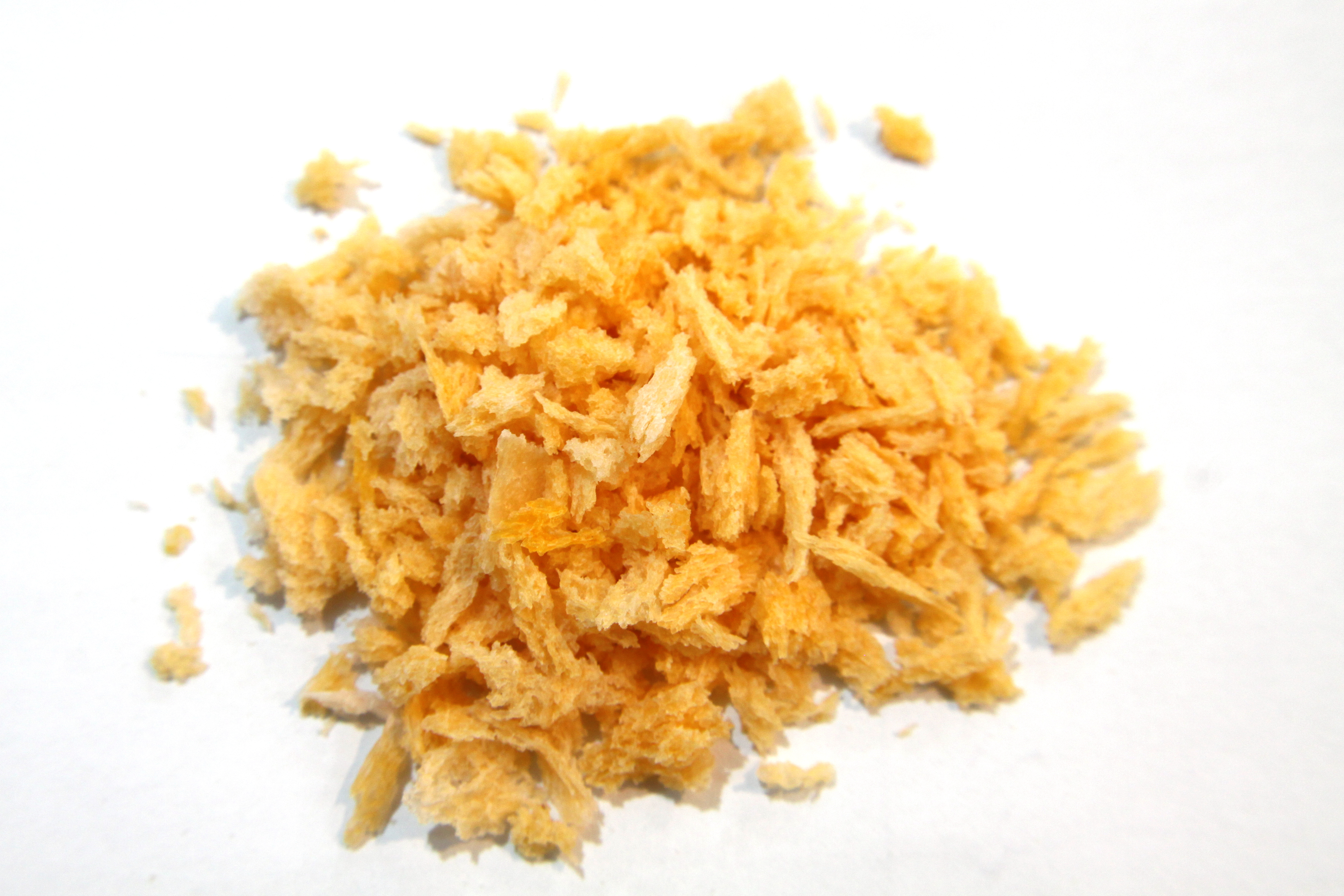
Panko面包屑

麵包屑，是一種食物材料，通常由變乾的麵包弄碎製成，在炸食物的時候使用，如德國炸肉排、日式吉列炸蝦等等。在日本料理中使用的麵包屑被稱為Panko。